# Biosteres cumatus
Biosteres cumatus är en stekelart som beskrevs av Zaykov och Fischer 1983. Biosteres cumatus ingår i släktet Biosteres och familjen bracksteklar. Inga underarter finns listade.